# Robert J. Doherty
Robert J. Doherty (* 1924 in Everett, Massachusetts; † 6. Januar 2019 in Cambridge, Massachusetts) war ein US-amerikanischer Fotograf, Wissenschaftler und Museumsdirektor.
Sein fotografisches Werk wurde zum ersten Mal in Watertown, Connecticut, dann im Arts Club of Louisville, der Louisville Art Center Association School und am Allen R. Hite Art Institute der University of Louisville gezeigt. 1962 wurde Doherty Kurator der Fotografiesammlung am Hite Art Institute und zwei Jahre später interimistischer Direktor des Instituts, und von 1966 bis 1972 diente er als Direktor. Von 1972 bis 1981 diente er als Direktor des renommierten George Eastman House. Doherty hat u. a. über sozialdokumentarische Fotografie, kreative Fotografie und Fotografien über den Ersten Weltkrieg geschrieben.